# كاثي بيكر (لاعبة هوكي الحقل)
كاثي بيكر (بالإنجليزية: Cathy Baker)‏ هي لاعب هوكي الحقل نيوزيلندية، ولدت في 16 أكتوبر 1957.

## وصلات خارجية
- كاثي بيكر على موقع أوليمبيديا (الإنجليزية)
- كاثي بيكر على موقع اللجنة الأولمبية النيوزيلندية (الإنجليزية)